# Yang Jiang
Yang Jiang (in caratteri cinesi tradizionali:楊絳, pinyin: Yáng Jiàng; Pechino, 17 luglio 1911 – Pechino, 25 maggio 2016) è stata una scrittrice e traduttrice cinese.
Vedova dello scrittore Qian Zhongshu (錢鐘書), appartiene alla generazione di intellettuali cosmopoliti degli anni Trenta, e studia alla Sorbona ed a Oxford letteratura francese e inglese. Sua sorella Yang Bi (楊必) (1922-1968) fu anch'ella traduttrice. Ha scritto opere teatrali, romanzi e molte opere di memorialistica.  In traduzione italiana la raccolta di saggi Il tè dell'oblio, Einaudi 1994, che comprende i suoi ricordi della Rivoluzione culturale. L'opera più recente, del 2007, è una raccolta di saggi e meditazioni filosofiche sul tema della vita e della morte: Camminando sul bordo della vita. L'introduzione dell'autrice è stata tradotta sulla rivista "Lo straniero" nel 2008. Il suo libro Noi 3 (我們仨) è dedicato alla figlia e al marito morti.

## Traduzioni
- Don Chisciotte della Mancia di Miguel de Cervantes
- Lazarillo de Tormes
- Storia di Gil Blas di Santillana di Alain-René Lesage
- Fedone di Platone.

## Opere tradotte in italiano
- Il tè dell'oblio : memorie della rivoluzione culturale, a cura di Silvia Calamandrei, Einaudi, Torino, 1996
- Camminando sul bordo della vita, a cura di Silvia Calamandrei, in "Lo straniero", n. 100, ottobre 2008
- Questo gatto, a cura di Silvia Calamandrei, Henry Beyle, Milano, 2017